# Useless ID
Gli Useless ID sono un gruppo musicale Melodic hardcore punk israeliano di quattro elementi, formatosi a Haifa nel 1994.

## Storia del gruppo
I fondatori del gruppo, costituitosi nel 1996, sono stati Guy Carmel (voce e chitarra), Ralf Hober (batteria), Adi Elkabets (chitarra) e Nadav Elkabets (basso). Durante i primi anni di attività, la band era attiva principalmente nella scena punk di Israele e ha pubblicato due album in studio in modo indipendente, attraverso la label Falafel, chiamata così in onore del nome del cibo preferito del gruppo, appunto il falafel.
Due anni dopo la formazione della band, i quattro membri hanno deciso di tenere concerti negli Stati Uniti, e in particolare sono rimasti qui per circa sei mesi. Questo tour di successo è stata seguito da diverse tappe in Europa e in Giappone. Nel 1996, al ritorno in Israele, il bassista Adi Elkabets fu sostituito da Yotam Ben Horin.
Il successo internazionale arriva nel 1999, dopo che Kris Roe, frontman del gruppo The Ataris, sentì la band e la invitò a registrare uno split album per la Kung Fu Records. L'album, intitolato Let It Burn, è caratterizzato da nove canzoni degli Ataris e sette canzoni degli Useless ID.
Dopo l'uscita di Let It Burn, il gruppo ha firmato con la Kung Fu Records e nel 2001 ha pubblicato il terzo album in studio, Bad Story, Happy Ending, prodotto proprio da Kris Roe. Si tratta del primo album della band con il bassista Yotam Ben Horin come voce solista. Ben Horin divenne frontman della band e principale compositore e paroliere.
Nel 2003 la band ha pubblicato un altro album con la Kung Fu Records, intitolato No Vacation from the World, con Angus Cooke come co-produttore dell'album insieme alla band, e la produzione aggiuntiva da Tony Sly dei No Use for a Name.
Un anno dopo, la band ha partecipato a Rock Against Bush, Vol. 2 compilation della Fat Wreck Chords, con State of Fear. Dopo il ritorno in Israele, la band ha pubblicato il suo quinto album, Redemption, nel dicembre 2004 in Israele e in Giappone, e luglio 2005 nel resto del mondo. Questo album è stato prodotto da Bill Stevenson dei Descendents, ed è stato registrato presso la The Blasting Room in Colorado tra marzo e aprile 2004. 
Il batterista Ido Blaustein ha lasciato la band prima della registrazione dell'album. Moshe Liberman ha suonato la batteria per l'album, mentre Yonatan Harpak (già nei Punkache) è diventato batterista ufficiale prima dell'uscita dell'album.
Sempre nel 2004, la band ha partecipato al film Jericho's Echo, diretto da Liz Nord, che ha trattato il tema del punk israeliano e della scena hardcore.
Nel settembre 2006 la band ha pubblicato un DVD intitolato Ratfaces Home Videos Presents Useless ID, contenente videoclip, estratti live e in studio.
Nel 2008 la band tornò alla Blasting Room per registrare il suo sesto album in studio, sempre con Stevenson come produttore. Il 24 luglio 2008, è stato annunciato che l'album, che sarà intitolato The Lost Broken Bones, sarà pubblicato tramite la Suburban Home Records nell'ottobre dello stesso anno.
Dopo la registrazione dell'album, la band partì per un breve tour nel Regno Unito e nel giugno 2008 ha suonato dal vivo a Trafalgar Square, a Londra, nell'ambito della manifestazione "Salute to Israel". Dopo un altro tour in Giappone e in Cina nel mese di settembre, la band torna in Israele per uno spettacolo speciale per registrare The Lost Broken Bones, album uscito nel luglio 2008.
La band finisce il 2008 con un tour in Israele di The Lost Broken Bones, suonando ad Haifa, con i Betzefer e i Friday Night Sissy Fight, a Tel Aviv con i Got No Shame e i Kill The Drive, e a Gerusalemme con Man Alive, Mondo Gecko e Evenyaru.
Nell'estate del 2009, la band registra un album in lingua ebraica con l'artista israeliano hip hop/reggae Muki. In questo lavoro la band ha scritto e suonato tutta la musica, mentre Muki si è dedicato a tutti i testi. La band ha celebrato il lancio del progetto con un tour in Israele, con il primo spettacolo programmato per il 15 agosto 2009 a Tel Aviv.
Nel settembre 2009, Yotam Ben-Horin ha finito di registrare il suo album solista di musica acustica e ha iniziato a scrivere materiale per il successivo album degli Useless ID. 
Nel luglio 2010, la band andò in tour in Europa con Gideon Berger (Kill the Drive) alla batteria, dato che Yonatan Harpak, batterista ufficiale della band, non poteva lasciare il Paese in quel periodo.
Nel febbraio 2011 la band ha registrato e mixato il loro successivo album sempre alla Blasting Room di Fort Collins, in Colorado, con il produttore Bill Stevenson, con il quale avevano lavorato sui loro due precedenti album. Il 30 gennaio 2011, Yotam Ben-Horin ha riferito, tramite la sua pagina Facebook, che il lavoro di scrittura del nuovo disco era completato.
Il 16 febbraio 2011 la band ha pubblicato un album di raccolta dal titolo The Lost Broken Tunes: Vol. 1. La compilation è stata pubblicata esclusivamente in Giappone ed è composta da demo, outtakes, tracce acustiche e altre rarità che non ha fatto parte del precedente album della band The Lost Broken Bones. Un secondo volume, intitolato The Lost Broken Tunes: Vol. 2, ha fatto seguito un mese più tardi, nel marzo 2011, e comprendeva anch'esso vecchi demo e materiale inedito risalente anche al 1999.
Nel novembre 2011 il gruppo si è aggregato all'etichetta Fat Wreck Chords, che avrebbe quindi pubblicato il loro successivo album. Il settimo album, intitolato Symptoms, è stato pubblicato il 14 febbraio 2012. Il 10 gennaio 2012, la canzone Before It Kills è stata diffusa come primo singolo del nuovo album. Il video dello stesso brano è uscito circa un mese dopo, mentre il secondo singolo estratto dal disco è stato Somewhere.
Il 7 marzo 2012 è stato annunciato che il batterista Jonathan Harpak avrebbe lasciato la band dopo 8 anni per seguire altri progetti musicali. Il suo sostituto è stato il fratello minore del chitarrista Ishay Berger, ossia Gideon Berger, che è anche il batterista della band Kill the Drive e che aveva già suonato con gli Useless ID da membro live 2010.
Nel mese di ottobre 2012 la band ha intrapreso un tour di supporto ai Lagwagon, con The Flatliners e Dead to Me in giro per gli Stati Uniti e il Canada. Nel mese di novembre, hanno sostenuto la band punk tedesca Die Toten Hosen nel loro Ballast der Republik Tour in Germania.
Il 17 giugno 2013, la band ha pubblicato il brano Symptoms come terzo singolo dell'album omonimo. Un video musicale animato, realizzato dal giovane artista di animazione israeliano Yotam Goren, è stato creato per promuovere la canzone.

## Formazione
Attuale
- Yotam Ben-Horin - voce, basso (2000–presente), basso, cori (1996–2000)
- Ishay Berger - chitarra, cori (1995–presente)
- Guy Carmel - chitarra, cori (2000–presente), voce, chitarra (1994–2000)
- Gideon Berger - batteria, percussioni (2012–presente)

Ex membri
- Jonathan Harpak - batteria, percussioni (2004–2012)
- Ido Blaustein - batteria, percussioni (2000–2004)
- Ralph Huber - batteria, percussioni (1994–2000)
- Adi Alkabetz - basso (1994–1996)

## Discografia

### Album in studio
- 1997 - Dead's Not Punk
- 1999 - Get in the Pita Bread Pit
- 2001 - Bad Story, Happy Ending
- 2003 - No Vacation from the World
- 2005 - Redemption
- 2008 - The Lost Broken Bones
- 2010 - Muki & Useless ID
- 2012 - Symptoms

### Raccolte
- 2011 - The Lost Broken Tunes: Vol. 1
- 2011 - The Lost Broken Tunes: Vol. 2

### EP e split
- 1995 - Demo (Hashsub)
- 1995 - Room of Anger
- 1997 - Split with All You Can Eat
- 1998 - Split with Spyhole
- 2000 - Split with Tagtraum
- 2000 - Let It Burn, split con The Ataris
- 2003 - Split with Man Alive
- 2004 - Attack of the B-Killers, split con Man Alive, Yidcore & Atom and His Package
- 2016 - We Don't Want The Airwaves
- 2018 - 7 Hits From Hell